# Michael Alexander
Michael O'Donel Bjarne Alexander (ur. 19 czerwca 1936 w Winchester, zm. 1 czerwca 2002 w Londynie) – brytyjski szpadzista oraz dyplomata, srebrny medalista olimpijski. 
Na igrzyskach olimpijskich w Rzymie w 1960 roku reprezentacja Wielkiej Brytanii w składzie: Bill Hoskyns, John Pelling, Michael Howard, Allan Jay, Raymond Harrison i Michael Alexander zdobyła srebrny medal w szpadzie drużynowej. Indywidualnie nie startował. Był to jego jedyny występ olimpijski.
Jego ojciec Conel Hugh O’Donel Alexander był szachistą, matematykiem oraz kryptologiem. On sam po zakończeniu kariery sportowej został dyplomatą. Ukończył King’s College, następnie służył w Royal Navy, gdzie nauczył się języka rosyjskiego. W 1962 został dyplomatą, jego pierwszą placówką była brytyjska ambasada w Moskwie, następnie przeniesiono go do Singapuru. Był też m.in. brytyjskim ambasadorem w Austrii, ambasadorem Wielkiej Brytanii przy NATO oraz sekretarzem do spraw zagranicznych premier Margaret Thatcher.